# Clusiodes melanostomus
Clusiodes melanostomus är en tvåvingeart som beskrevs av Friedrich Hermann Loew 1864. Clusiodes melanostomus ingår i släktet Clusiodes och familjen träflugor. Inga underarter finns listade i Catalogue of Life.